# William Hamilton (Philosoph)

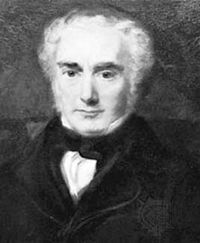
William Hamilton

Sir William Stirling Hamilton, 9. Baronet (* 8. März 1788 in Glasgow; † 6. Mai 1856 in Edinburgh) war ein schottischer Philosoph.

## Leben
Er war der ältere Sohn des Dr. William Hamilton aus dessen Ehe mit Elizabeth Stirling. Sein Vater, ein angesehener Professor der Anatomie an der Universität Glasgow, starb bereits 1790 im Alter von 36 Jahren. Der Junge wuchs in Schottland auf (mit Ausnahme zweier Jahre in London) und ging 1807 auf das Balliol College in Oxford. Sein Ausbildungsziel war ursprünglich Medizin. Nach den Abschlüssen als B. A. und M. A. (1814) wandte er sich jedoch unterschiedlichen Wissensgebieten zu und erweiterte so seinen Gesichtskreis. 1813 wurde er beispielsweise als Prozessanwalt zugelassen. Dabei entwickelte er stufenweise sein philosophisches System. Zwei Besuche in Deutschland führten ihn an die dortige Philosophie heran. 1821 wurde er an der Universität Edinburgh Professor für Geschichte; ein Jahr nach dem Tod der von ihm verehrten Mutter (1827) heiratete er seine Cousine Janet Marshall.
Ab 1816 beanspruchte er als stammältestes lebendes Mitglied der Familie Hamilton of Preston den erblichen Adelstitel eines 9. Baronet, of Preston in the County of Haddington. Dieser 1673 in der Baronetage of Nova Scotia geschaffene Titel ruhte seit 1701 und stand bereits seit dem Tod seines Onkels zweiten Grades Robert Hamilton (1754–1799) de iure ihm zu. Der Titel wurde ihm schließlich 1834 formell bestätigt.
1829 erschien seine Abhandlung über die „Philosophy of the Unconditioned“ – eine Kritik an Auguste Comte und der erste in einer Reihe von Artikeln, die im Edinburgh Review erscheinen sollten.
1836 wurde er in Edinburgh auf den Lehrstuhl für Logik und Metaphysik gewählt. In den folgenden zwei Jahrzehnten bis zu seinem Ableben beeinflusste er maßgeblich die jüngeren schottischen Philosophen. Um 1836 begann er auch mit der Edition der Schriften von Thomas Reid (erschienen 1846). 1844 erlitt er einen Schlaganfall. Längere Zeit hatte er bereits an einem Essay über „eine neue Analyse logischer Formen“ gearbeitet, dessen Ergebnisse letztlich in seine Lectures on Logic Eingang fanden. Auch an die Vorbereitung einer Biografie Martin Luthers wandte er geraume Zeit, sie gedieh aber nicht über Manuskriptform hinaus. 1852/53 erschienen seine Beiträge zum Edinburgh Review in gesammelter Form unter dem Titel Discussions in Philosophy, Literature and Education. 1854/55 besorgte er eine Neuausgabe der Werke Dugald Stewarts. 1854 wurde er in die American Academy of Arts and Sciences gewählt.
Bald nach Schluss des Wintersemesters 1855/56, in dem er noch gelesen hatte, erkrankte er und verstarb in Edinburgh.

## Nachkommen
Aus seiner Ehe mit Janet Marshall hinterließ er vier Kinder:
- Elizabeth Hamilton († 1882);
- Sir William Stirling-Hamilton, 10. Baronet (1830–1913), General der British Army, ⚭ 1856 Eliza Marcia Barr;
- Hubert Hamilton (1834–1901), ⚭ 1868 Louisa Wentworth-Davidson;
- Thomas Hamilton (1843–1918), ⚭ 1873 Helen Nutt.

## Werk
Hamilton wurde von seinen Nachfolgern weniger wegen eines innovativen Ansatzes in der zeitgenössischen Philosophie gerühmt als für seine ausgeprägte Fähigkeit, seine Schüler zu kritischem Denken anzuregen. Er brachte die deutsche Philosophie – besonders die von Immanuel Kant – auf die britischen Inseln, wo sie bis dahin ein Nischendasein geführt hatte. Auch studierte er die Aristoteles-Kommentare und die scholastische Philosophie eingehend – eine Neuerung zu einer Zeit, als diese noch als dumpf-mittelalterlich herabgewürdigt wurden. Er war außergewöhnlich belesen und verfügte über sehr breites Wissen. Davon zeugte auch seine Bibliothek, die schließlich in die Glasgower Universitätsbibliothek einging.
Er vertrat die Ansicht, Philosophie sei nicht geeignet, absolutes Wissen zu gewinnen, vielmehr gehöre sie in den Bereich akademischer Geistesübungen. Da er Logik als rein formale Wissenschaft ansah, hielt er es für ausgesprochen unwissenschaftlich, die formalen und die sachlichen Bedingungen unserer Erkenntnis gemeinsam zu behandeln.

## Letzte Arbeiten
Postum erschienen Lectures on Metaphysics and Logic und Additional Notes to Reid’s Works, from Sir W. Hamilton’s Manuscripts.

## Trivia
Der Ausdruck "Ockhams Razor" geht auf ein Prinzip zurück, das Hamilton postuliert hat als die "theoretische Forderung, nur solche Begriffe und Entitäten zuzulassen, die der natürlichen Vernunft oder der Erfahrung zugänglich sind" Hamilton selbst spricht von einer "Anwendung" von Ockhams Rasiermesser und an anderen Stellen vom Sparsamkeitsprinzip. John Stuart Mill führt den Namen für Hamiltons Prinzip selbst ein, weist jedoch die metaphysische Beschränkung auf Gegenstände der Erfahrung zurück. Er rät zu einer rein erkenntnistheoretischen Lesart des "berühmten Prinzips der Nominalisten" im Sinne von Newtons hypotheses non fingo.

## Zitat
„Ordne im Geiste deine Gedanken von Anfang bis Ende, bevor du an die Worte denkst.“